# Palestijnse parlementsverkiezingen 2006

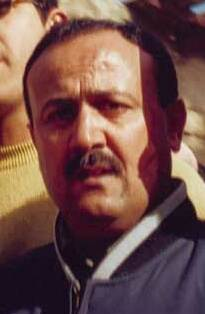
Marwan Barghouti (Fatah)

De Palestijnse parlementsverkiezingen 2006 waren de tweede parlementsverkiezingen voor de Palestijnse Autoriteit. Ze werden gehouden op 25 januari 2006. De vorige waren de verkiezingen van 1996. Ze werden vele malen uitgesteld vanwege Israëlische tegenwerking en onderlinge Palestijnse onenigheden.
Palestijnse stemmers uit de Gazastrook, de Westelijke Jordaanoever en Oost-Jeruzalem waren gerechtigd om te gaan stemmen.
De verkiezingen werden gewonnen door Hamas. Zij kreeg 74 zetels, tegen 45 zetels van de regerende Fatah-partij, waarmee ze een overtuigende meerderheid in het 132 zetels tellende parlement had. Na het verlies diende premier Ahmed Qurei zijn ontslag in, maar op verzoek van Abbas bleef hij aan totdat er een nieuwe premier was geïnstalleerd. Op 19 februari vormde Ismail Haniya en nieuwe regering en werd de nieuwe premier.

## Internationale boycot van regering en parlement
Haniya zei vóór zijn beëdiging als de nieuwe premier dat Hamas bereid is samen te werken met de Europese Unie en het zogeheten Kwartet van bemiddelaars, de VS, de VN, de EU en Rusland. Hij verdedigde het recht van de Palestijnen op het gebruik van geweld tegen een bezettingsmacht, maar hij erkende dat zij in hun strijd de Geneefse conventies en internationale normen dienen te respecteren. Het Midden-Oostenkwartet dreigde de financiële geldstromen stop te zetten, als gevolg van de nieuwe Hamas-regering. De Israëlische premier Ehud Olmert weigerde met de nieuwe regering te praten zolang Hamas blijft streven naar de vernietiging van Israël. Ook de VS en Canada besloten na de beëdiging van de Hamas-regering alle contacten met ministers van Hamas te verbieden. Hamas hield vast aan de eis dat Israël zich moet terugtrekken uit alle bezette gebieden en dat alle Palestijnse vluchtelingen moeten kunnen terugkeren. Het eenzijdig vaststellen van de grens tussen Israël en de Palestijnse gebieden was voor geen enkele parlementariër acceptabel.

## Verkiezingssysteem
De helft van de 132 parlementsleden werd via een systeem van proportionele vertegenwoordiging gekozen. De overige 66 kandidaten werden volgens een districtsstelsel verkozen. Fatah was de gedoodverfde winnaar, maar met name door het gedeeltelijke districtsstelsel kwam Hamas onverwacht als de grote winnaar uit de bus.

## Resulaten
| Partij                                      | Stemmen | Percentage | Zetels |
| ------------------------------------------- | ------- | ---------- | ------ |
| Hamas                                       | 440.409 | 44,45      | 74     |
| Fatah                                       | 410.554 | 41,43      | 45     |
| Volksfront voor de Bevrijding van Palestina | 42.101  | 4,25       | 3      |
| Het alternatief                             | 28.973  | 2,92       | 2      |
| Palestijns Nationaal Initiatief             | 26.909  | 2,72       | 2      |
| De Derde Weg                                | 23.862  | 2,41       | 2      |
| Palestijns Volksgevechtsfront               | 7.127   | 0,72       | 0      |
| Palestijns Arabisch Front                   | 4.398   | 0,44       | 0      |
| Palestijns Bevrijdingsfront                 | 3.011   | 0,30       | 0      |
| Onafhankelijken                             |         | -          | 4      |
| Totaal                                      |         |            | 132    |